# Лука-Барська
Лука-Барська — село в Україні, у Барській міській громаді Жмеринського району Вінницької області.

## Історія
Під час другого голодомору у 1932–1933 роках, проведеного радянською владою, загинуло 16 осіб.
12 червня 2020 року, відповідно до Розпорядження Кабінету Міністрів України № 707-р «Про визначення адміністративних центрів та затвердження територій територіальних громад Вінницької області», увійшло до складу Барської міської громади.

19 липня 2020 року, в результаті адміністративно-територіальної реформи та ліквідації Барського району, село увійшло до складу Жмеринського району.

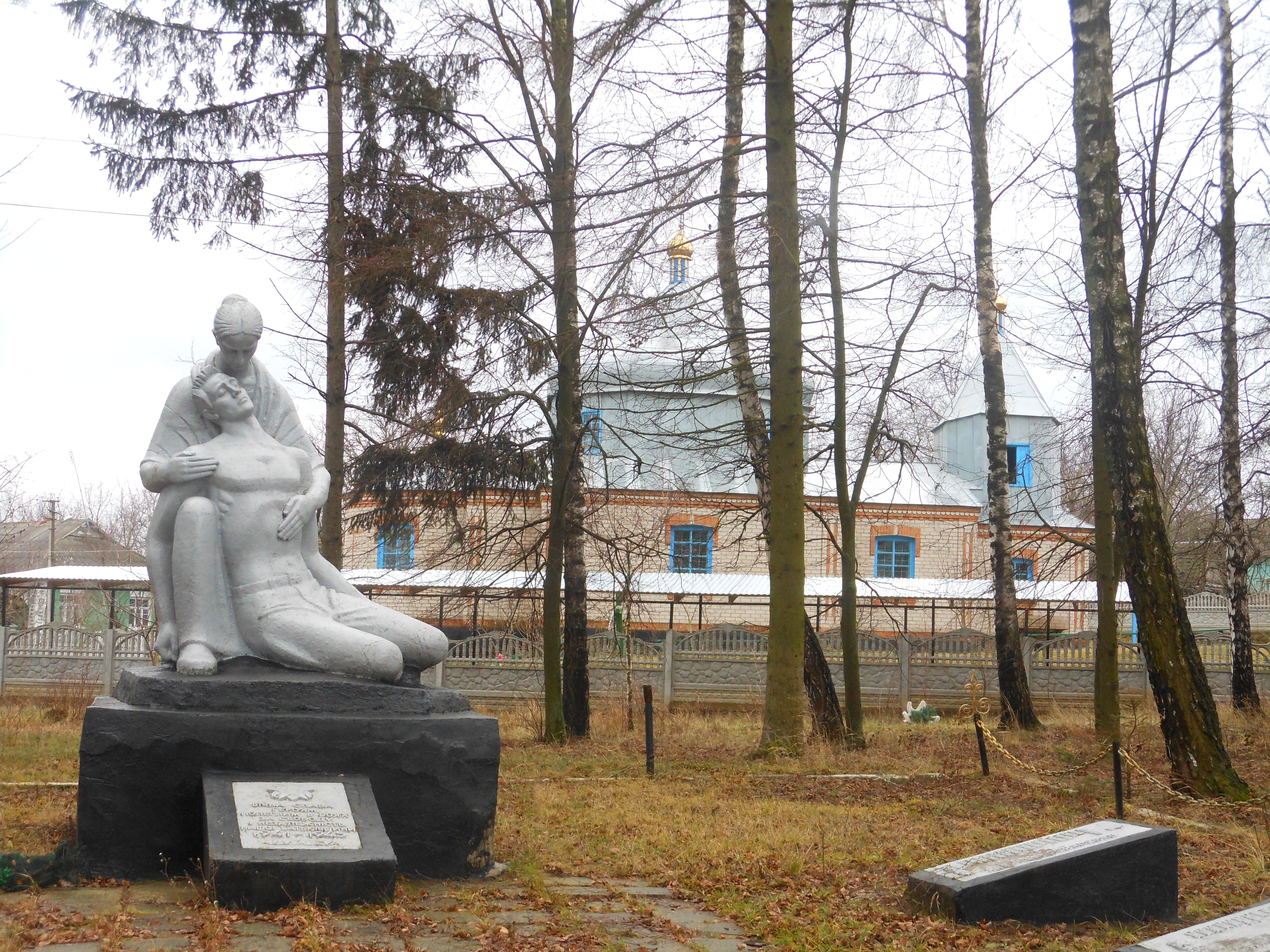
Пам'ятник 199 воїнам-односельчанам, загиблим на фронтах ДСВ

## Населення

### Мова
Розподіл населення за рідною мовою за даними перепису 2001 року:
| Мова       | Відсоток |
| ---------- | -------- |
| українська | 98,67%   |
| російська  | 1,33%    |

## Пам'ятки
У селі є пам'ятки:
- Пам'ятник 199 воїнам-односельчанам, загиблим на фронтах Великої Вітчизняної війни[5], 1967. Пам'ятка розташована біля Будинку культури.

## Відомі люди
В селі народились:
- Винославський Василь Миколайович — кандидат технічних наук, професор, засновник національної наукової школи з електропостачання гірничих підприємств.
- Баланко Микола Якович — видатний український трубач, заслужений  артист України, професор, соліст симфонічного оркестру Національної опери України ім. Т.Г. Шевченка, завідувач кафедри мідних духових  та ударних інструментів Національної музичної академії України ім. П. І. Чайковського.
- Говорущенко Сергій Фавстович (1969—2014) — старший лейтенант, начальник інженерно-позиційної служби 13-го батальйону територіальної оборони «Чернігів-1». Загинув 11 жовтня 2014 року під Оріховим Старобільського району Луганської області. Похований у м. Чернігові.[6]
- Пилипенко  Пилип Данилович — доктор юридичних наук, професор юридичного факультету Львівського національного університету ім. І. Франка[7].
- Юргель  Олександр Ульянович (10 березня 1920 - 17 травня 1992) - гвардії полковник[8].